# Сибуя (специальный район)
Сибуя (яп. 渋谷区 Сибуя-ку) — один из 23 специальных районов Токио. По состоянию на 1 мая 2020 года население составляет 236 537 человек, плотность населения — 15 654 чел/км². Общая площадь района — 15,11 км².
Название «Сибуя» также имеет отношение к центральному деловому округу района Сибуя, расположенному рядом со станцией Сибуя, одной из главных на токийской железной дороге. Район Сибуя известен как один из главных центров моды Токио, особенно для молодых людей, а также как главное место ночной жизни в Токио.

## История

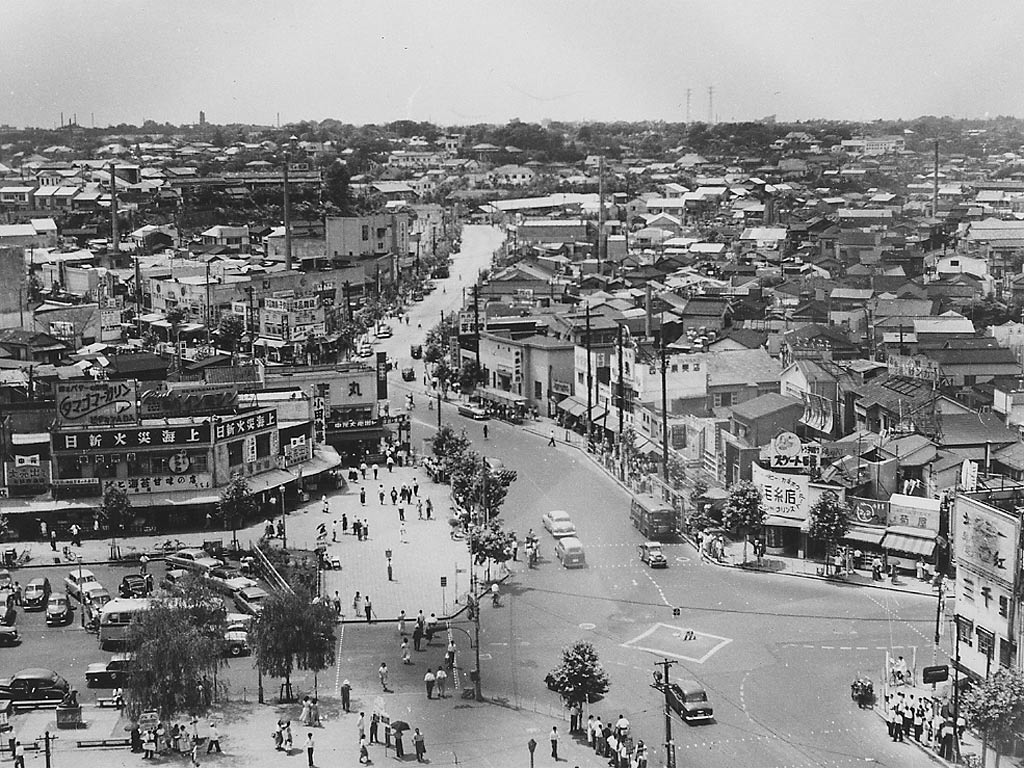
Сибуя в 1952 году

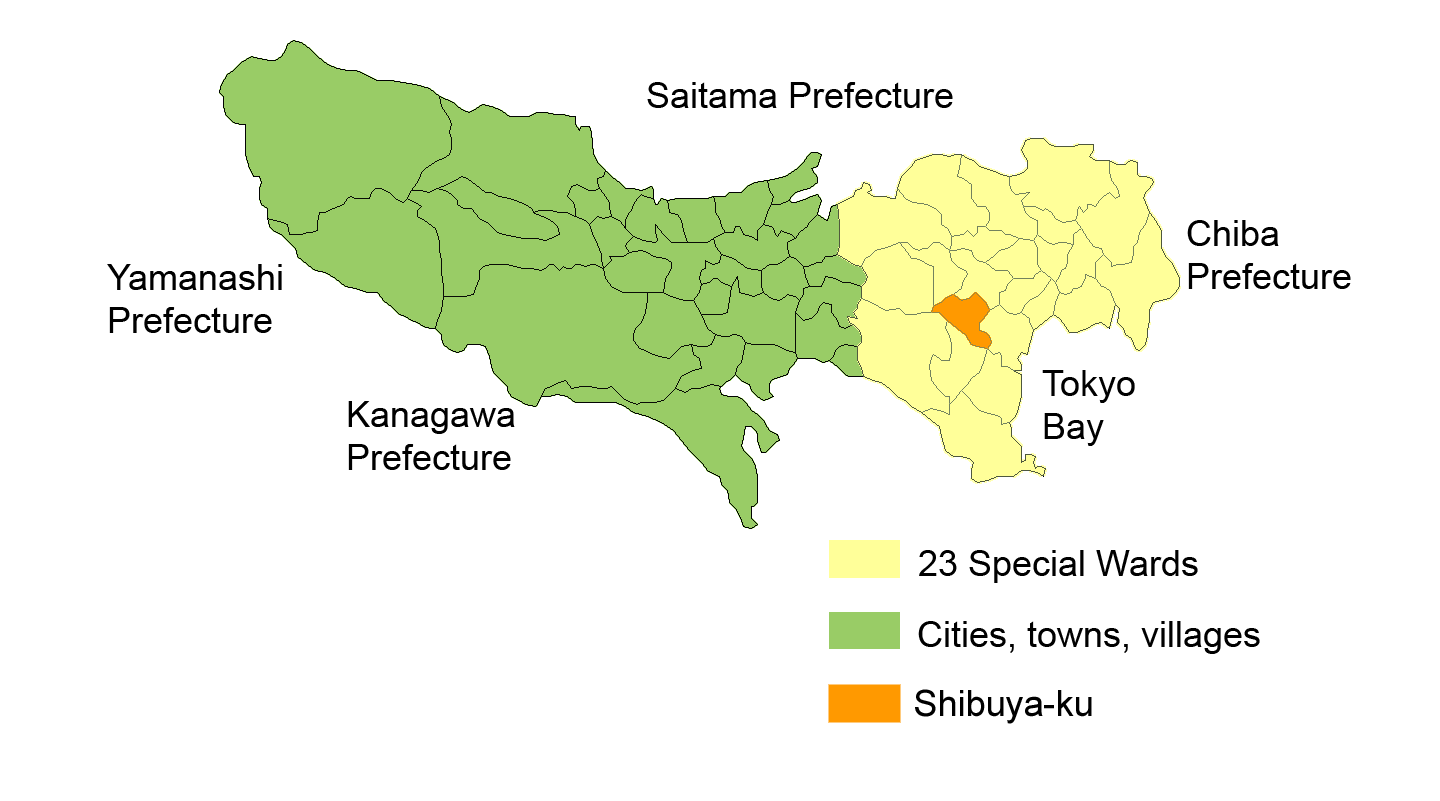
Район Сибуя на карте

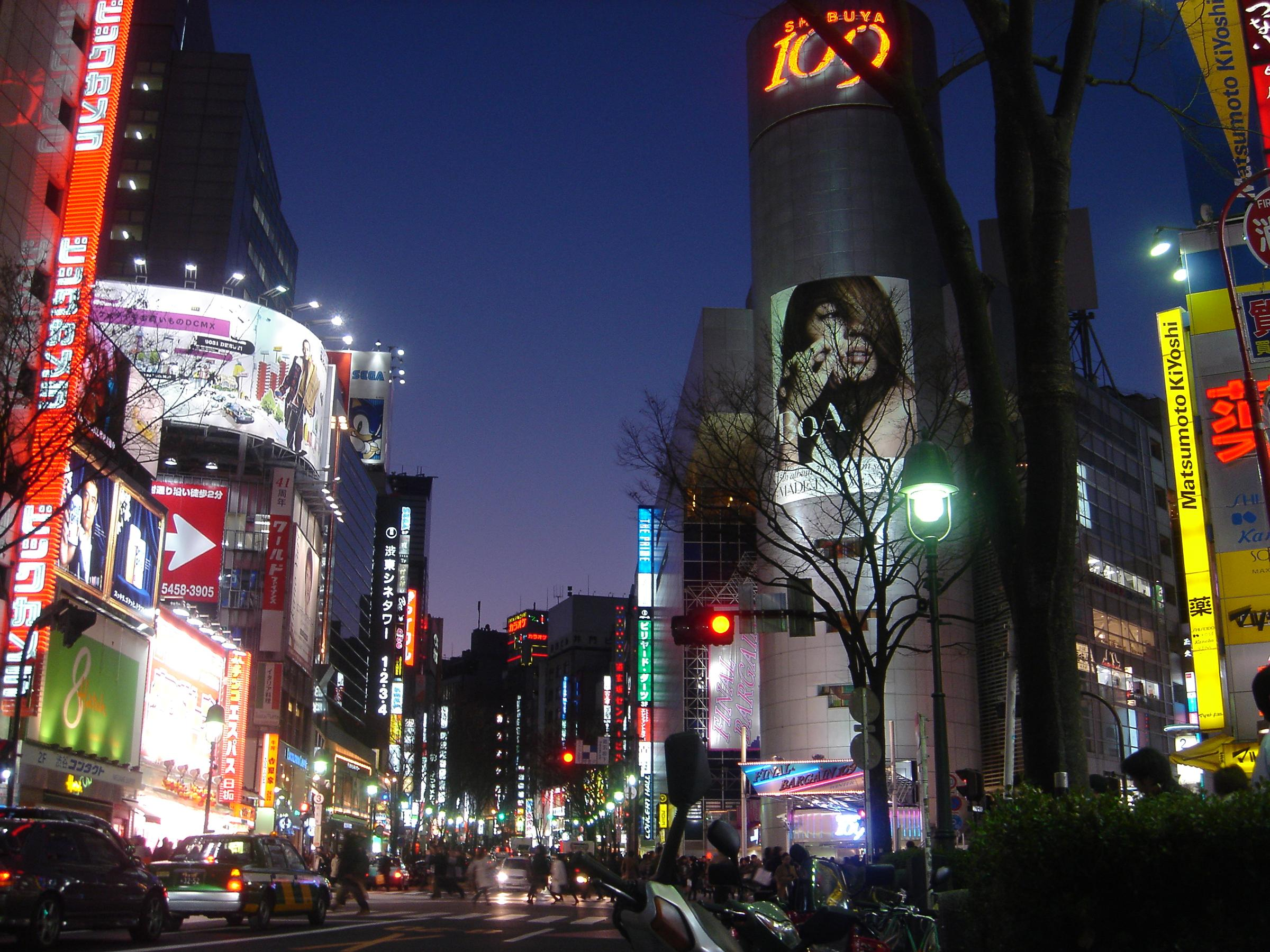
Центральная улица ночью

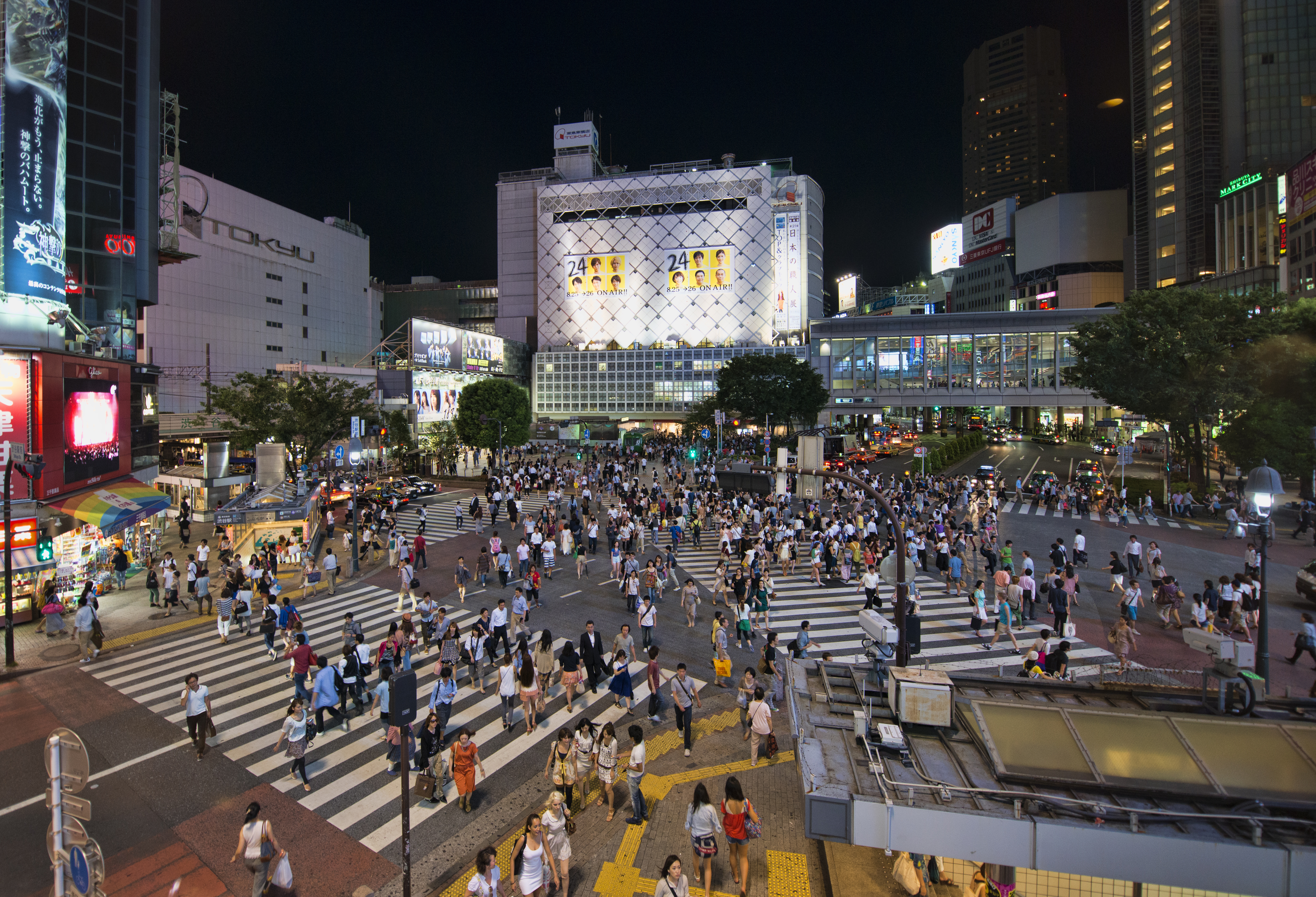
Сибуйский диагональный пешеходный переход на площади в районе Сибуя

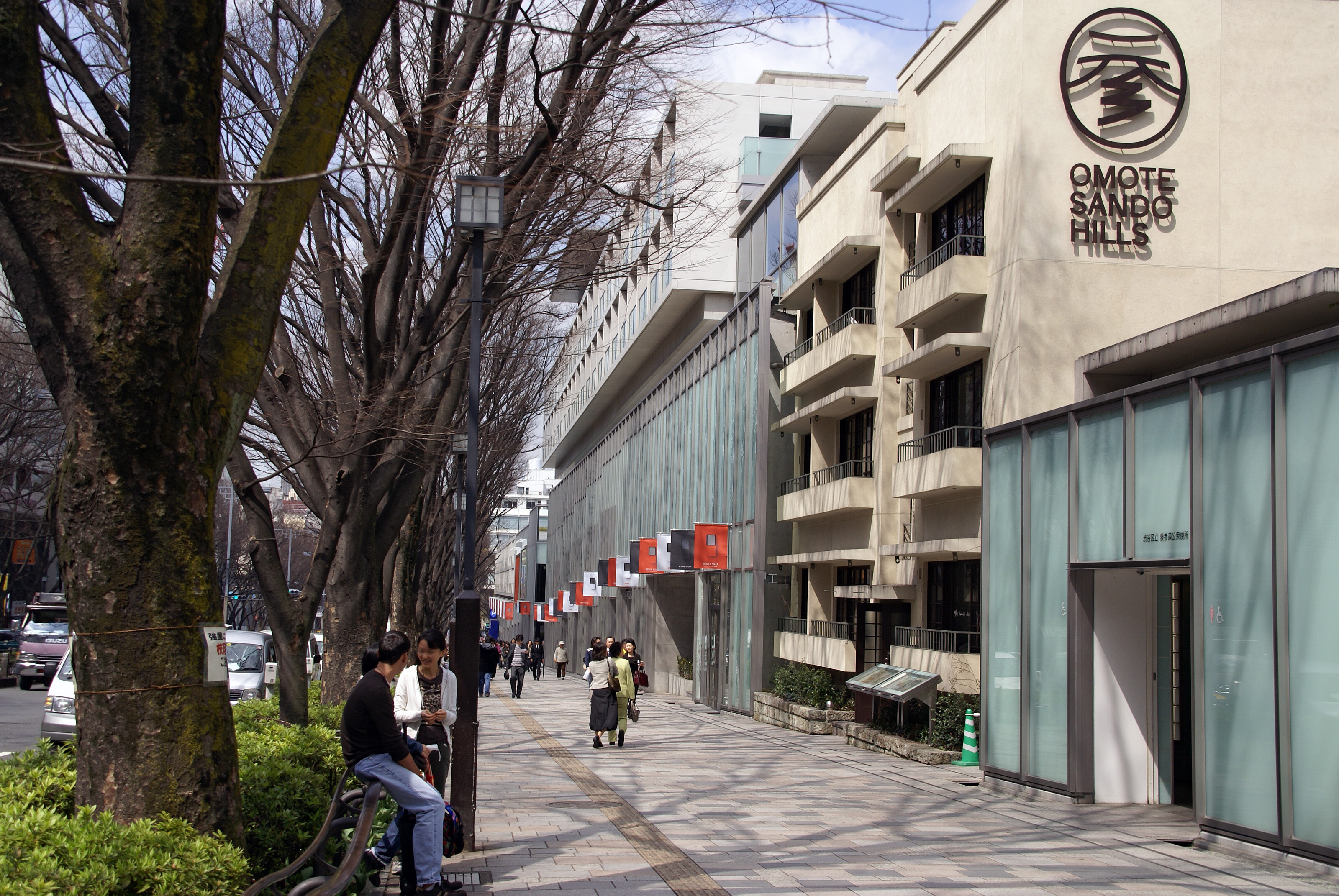
Проспект Омотэсандо

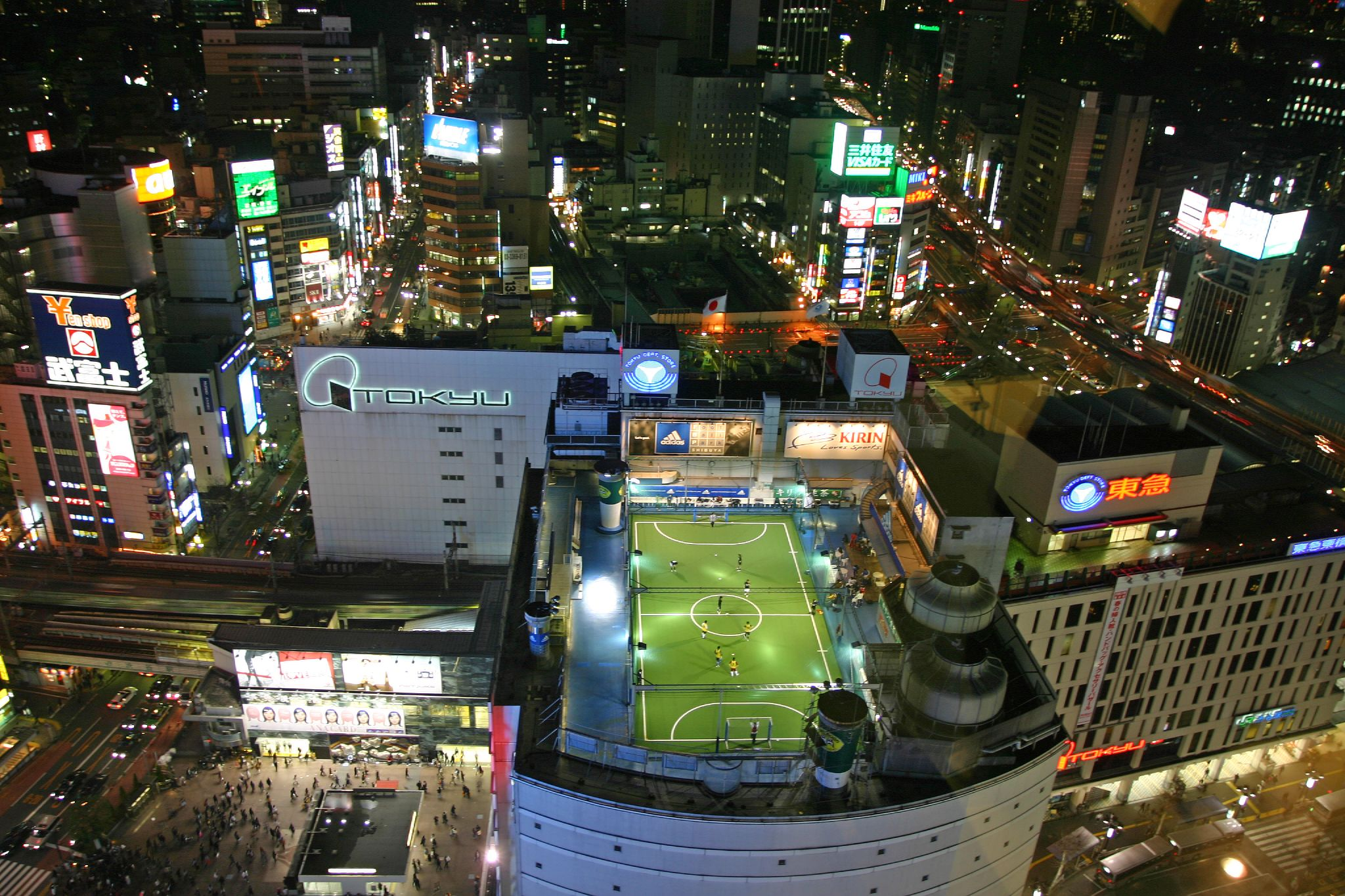
Станция Сибуя

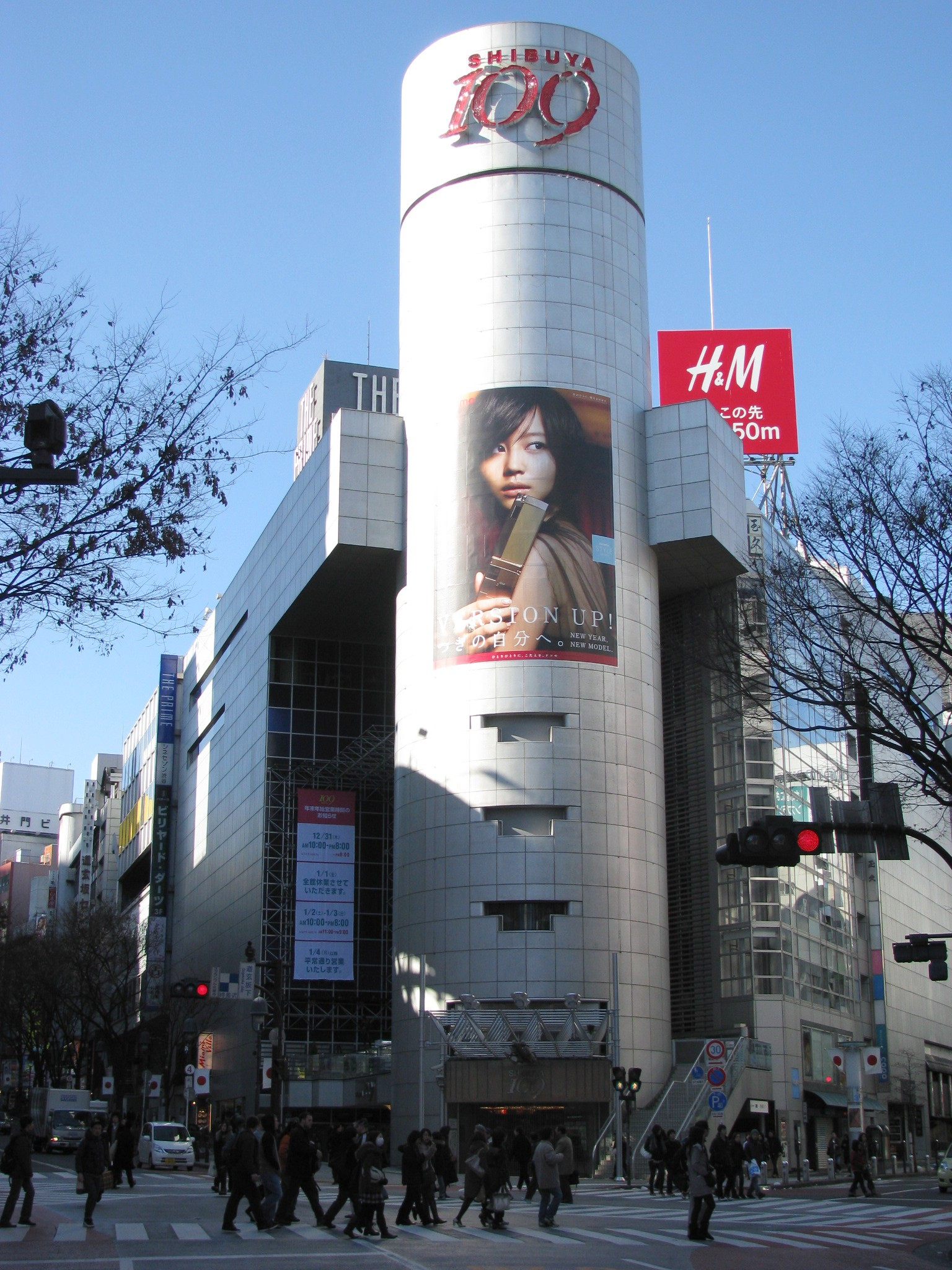
Торговый комплекс Shibuya 109

После открытия линии Яманотэ в 1885 году началась история Сибуи как железнодорожного терминала для юго-западной части Токио, который в конечном итоге превратился в крупный торговый и развлекательный центр. С 1889 года Сибуя имела статус села, с 1909 года стала городом, а в 1932 году — районом Токио. Современным специальным районом стала 15 марта 1947 года.
Одна из самых известных историй города — история про собаку Хатико, которая каждый день с 1925 по 1934 год приходила на станцию Сибуя и ждала своего умершего хозяина, став национальной знаменитостью и символом верности. В её честь рядом с железнодорожной станцией был установлен бронзовый памятник, а одноимённая площадь стала наиболее популярным местом для встреч.
Парк Ёёги был одним из основных мест проведения Летних Олимпийских игр 1964 года. А в самом районе проводился марафон на 50 км.
В 1965 году 18-летний Мисао Катагири убил в Сибуе полицейского и ранил ещё 16 человек. Он был приговорен к смертной казни и казнен через повешение в 1972 году.
Сибуя за последние 30 лет стала местом паломничества для молодых людей. Здесь расположено несколько модных бутиков. Особенно известен крупный торговый центр Shibuya 109 возле станции Сибуя, родина субкультуры kogal. Его называют «ити-мару-кю», что переводится с японского как 1-0-9. На самом деле это игра слов, поскольку название корпорации, которой принадлежит торговый центр — Tokyu (10-9 по-японски). Современная аллея моды в Сибуе простирается на север от станции Сибуя до квартала Харадзюку.
В конце 1990-х Сибуя стала известна как центр информационных технологий в Японии. Её часто называли по-английски «Bit Valley». В этом названии заключён каламбур: с одной стороны, аллюзия на «Bitter valley» («Горькая долина», дословный перевод «Сибуя» с японского), а с другой — намёк на компьютерный термин «бит».

## Основные кварталы
- Дайканиама
- Ёёги
- Сёто
- Сибуя
- Сэндагая
- Харадзюку
- Хатагая
- Хигаси
- Хироо
- Эбису

Торговля сосредоточена в кварталах Дайканиама, Эбису, Харадзюку и Хатагая.

## Политика и правительство
Сибуя находится в ведении городского собрания из 34 избранных членов. Нынешний мэр — Кэн Хасэбэ, беспартийный.

## Достопримечательности и исторические места

### Парки и храмы
- Храм Мэйдзи — синтоистский храм, построенный в честь императора Мэйдзи, окружён лесным массивом площадью 700 000 м².
- Синдзюку-Гёэн — бывший императорский сад, в настоящее время открыт для публики.
- Парк Ёёги — бывшая тренировочная база японской императорской армии.

### Примечательные здания
- Комплекс станции Сибуя с универмагом «Токю».
- Shibuya 109 — популярное и модное место шоппинга для молодых японских женщин.
- Бункамура — знаменитый культурный центр; включает в себя концертный зал, художественную галерею и театр. Здесь часто проходят концерты классической и рок-музыки.
- Комплекс «Эбису Гарден Плейс» — построен на территории бывшего пивоваренного завода «Саппоро», теперь известен своими универмагами, магазинами, ресторанами и офисами, а также отелем «Westin Hotel», Музеем пива и Музеем фотографии.
- Национальный театр Но.
- Новый Национальный театр (Хацудай), где в основном ставят оперу и балет.
- Штаб-квартира и телерадиовещательный центр корпорации NHK.
- Omotesandō Hills — торговый центр, построенный в 2006 году.
- «Южная Терраса».
- Takashimaya (Сэндагая) — один из крупнейших универмагов в Японии.
- Муниципальный стадион Токио (Сэндагая).
- Национальный стадион Ёёги — построен для Олимпийских игр 1964, архитектор — Кэндзо Тангэ.
- Баптистская церковь Токио.
- Центральный офис Японской коммунистической партии.
- Штаб-квартира Японской ассоциации сёги.

В Сибуе расположено несколько самых высоких токийских небоскребов, в том числе 27-этажный «Эн-Ти-Ти Докомо Ёёги Билдинг» — третье по высоте здание в Токио (240 м), построенное по образцу «Empire State Building», 41-этажный «Серулин Тауэр» (184 м), в котором расположены штаб-квартира корпорации «Токю» и отель, а также «Эбису Гарден Плейс», «Одакю Саузерн Тауэр», «Сибуя Кросс Тауэр», «Сумитомо Фудосан», «Секом» и «Сибуя Марк Сити».

### Улицы и площади
- Сэнта-Гай — славится своими музыкальными магазинами и бутиками модной одежды
- Кун-стрит — находится в центре Сибуи, между станциями Сибуя и парком Ёёги
- Мэйдзи-дори — протянулась с севера на юг, вдоль линии Яманотэ
- Такэсита-дори — торговая улица, проходящая через квартал Харадзюку
- Проспект Омотэсандо — протянулся до Храма Мэйдзи (на нём расположено много бутиков известных брендов)
- Яматэ-дори
- Аояма Дори
- Комадзава Дори
- Сэндагая

## Экономика

### Корпорации
В Сибуе базируются корпорации:
«Ист Джапан Рейлвэй» и «Токю» (железнодорожные перевозки),
«Мори Билдинг» (недвижимость и строительство),
«Парко» и «Кинокуния» (розничная торговля),
«Сисейдо» (парфюмерия и косметика),
«Саппоро Брюэри» (пивоварение),
«Калпис» и «Ито Эн» (напитки),
«Ниппон Флур Миллс» (пищевые продукты),
«Касио» (электроника и часы),
«Тэрумо» (медицинское оборудование),
«Эн-Эйч-Кей» или «Джапан Бродкастинг Корп» (телевидение),
«Скуэр Эникс» (издательское дело и видеоигры),
«Тайто» и «Ниванго» (видеоигры),
«Тейтику Рекордс», «Ниппон Кроун», «Дримюзик» и «81 Продюс» (музыкальный бизнес),
«Тренд Майкро» (программное обеспечение),
«Cyber Agent Ltd.» (реклама), «Секом» (охранный бизнес).

### Иностранные корпорации
Также в Сибуя расположены офисы многих иностранных корпораций, в том числе
«Microsoft»,
«Google»,
«The Coca-Cola Company»,
«Kentucky Fried Chicken»,
«Campbell Soup»,
«ABB»,
«Virgin Atlantic»,
«MTV Japan»,
«GlaxoSmithKline»,
«Amway»,
«Gap».

### Торговые центры и универмаги
В районе расположены торговые центры и универмаги
«Синдзюку Саузерн Террас»,
«109»,
«Токю»,
«Токю Хендс»,
«Такасимая»,
«Мицукоси»,
«Сэйбу»,
«Одакю»,
«Парко»,
«Маруи»,
«Лафорет»,
«Люмине», а также
большие магазины Zara и H&M.
Раньше в Сибуе располагались центральные офисы корпораций «Smilesoft», «Bandai Visual», а также отделения американских компаний «AD Vision» и «Acclaim Entertainment».

## Галерея

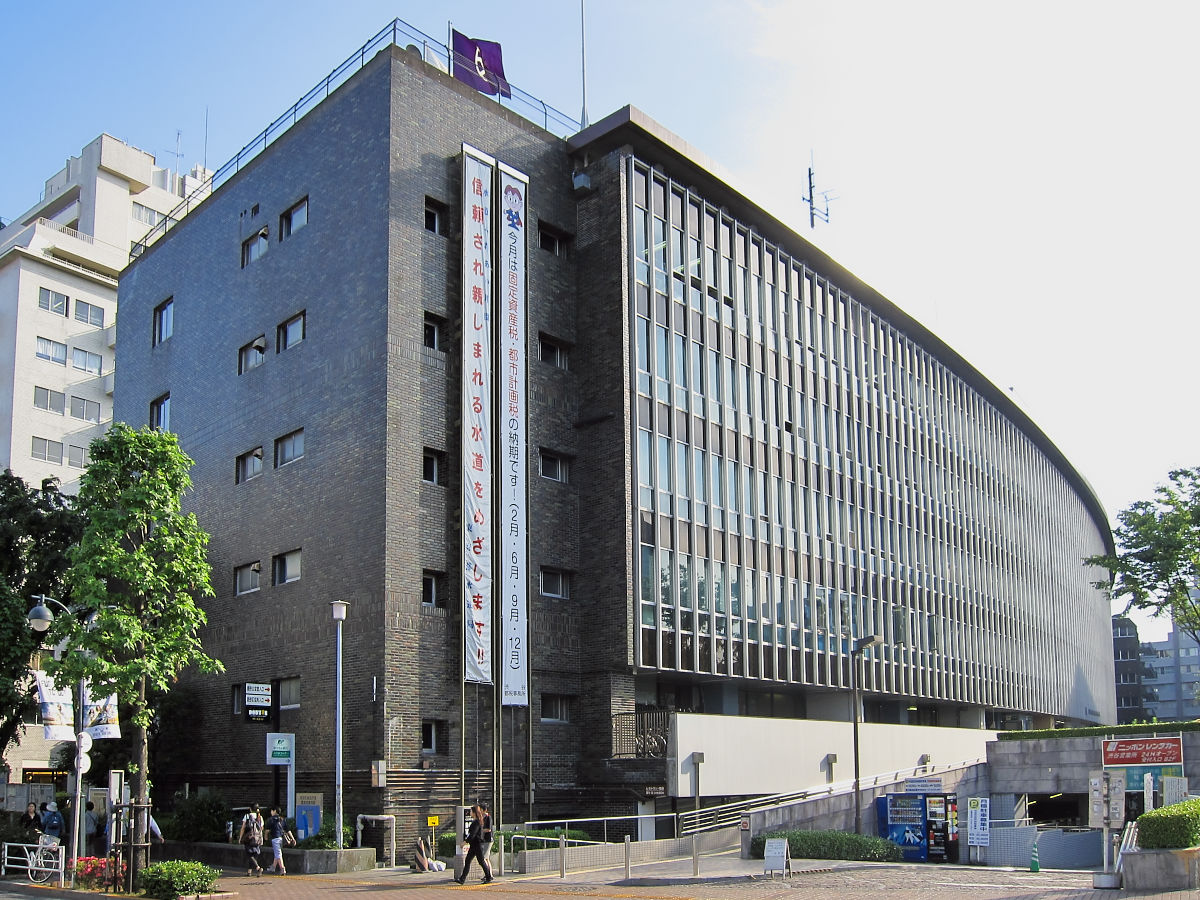
Мэрия района Сибуя
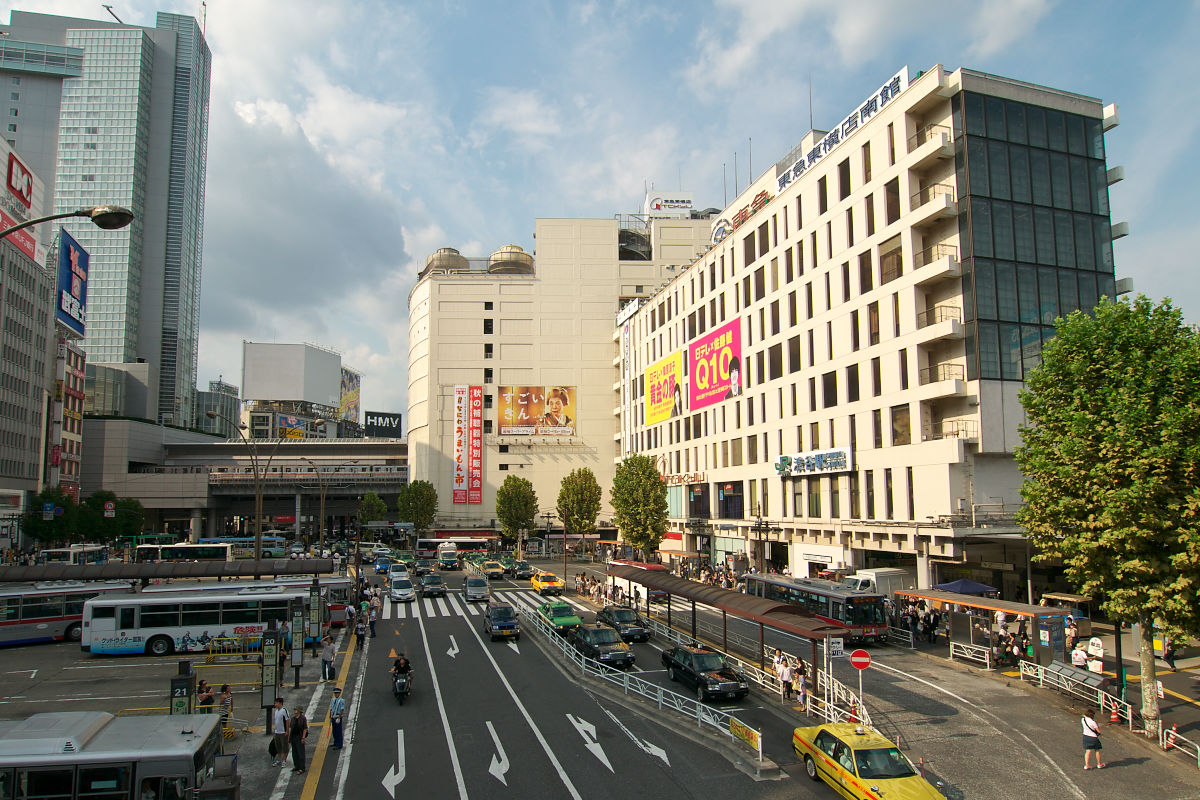
Станция Сибуя
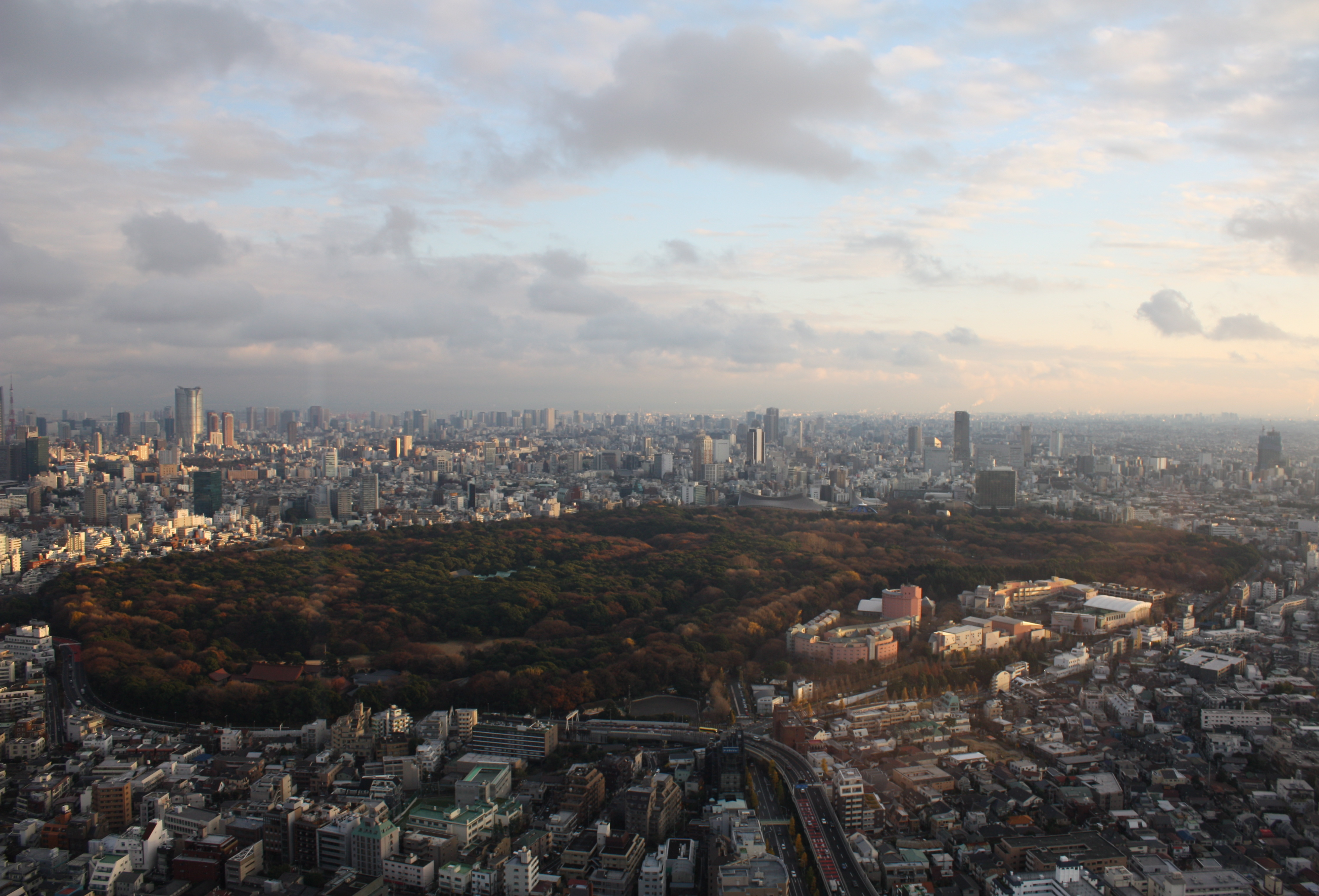
Парк Ёёги
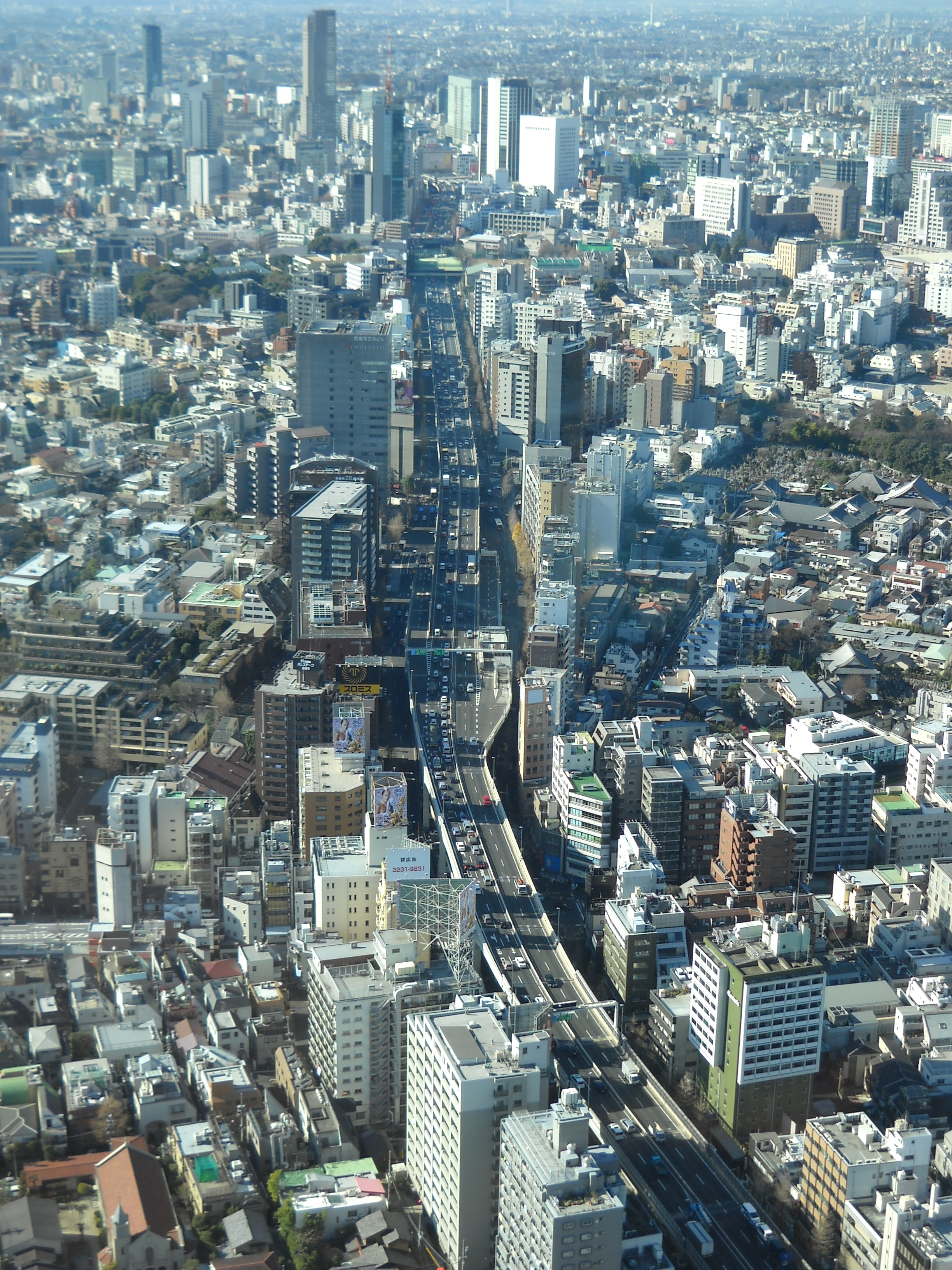
Автомагистраль в Сибуя
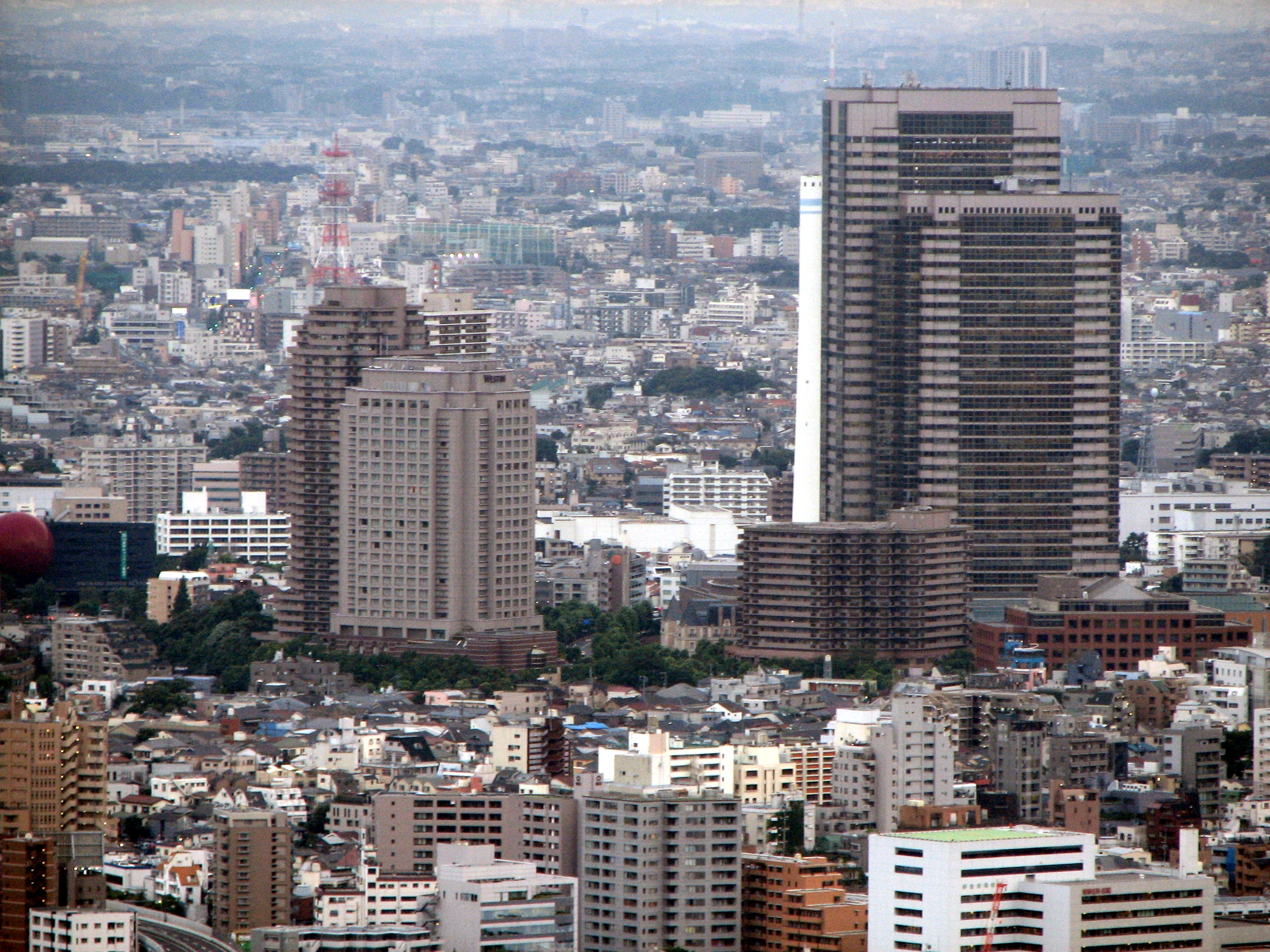
Квартал Эбису
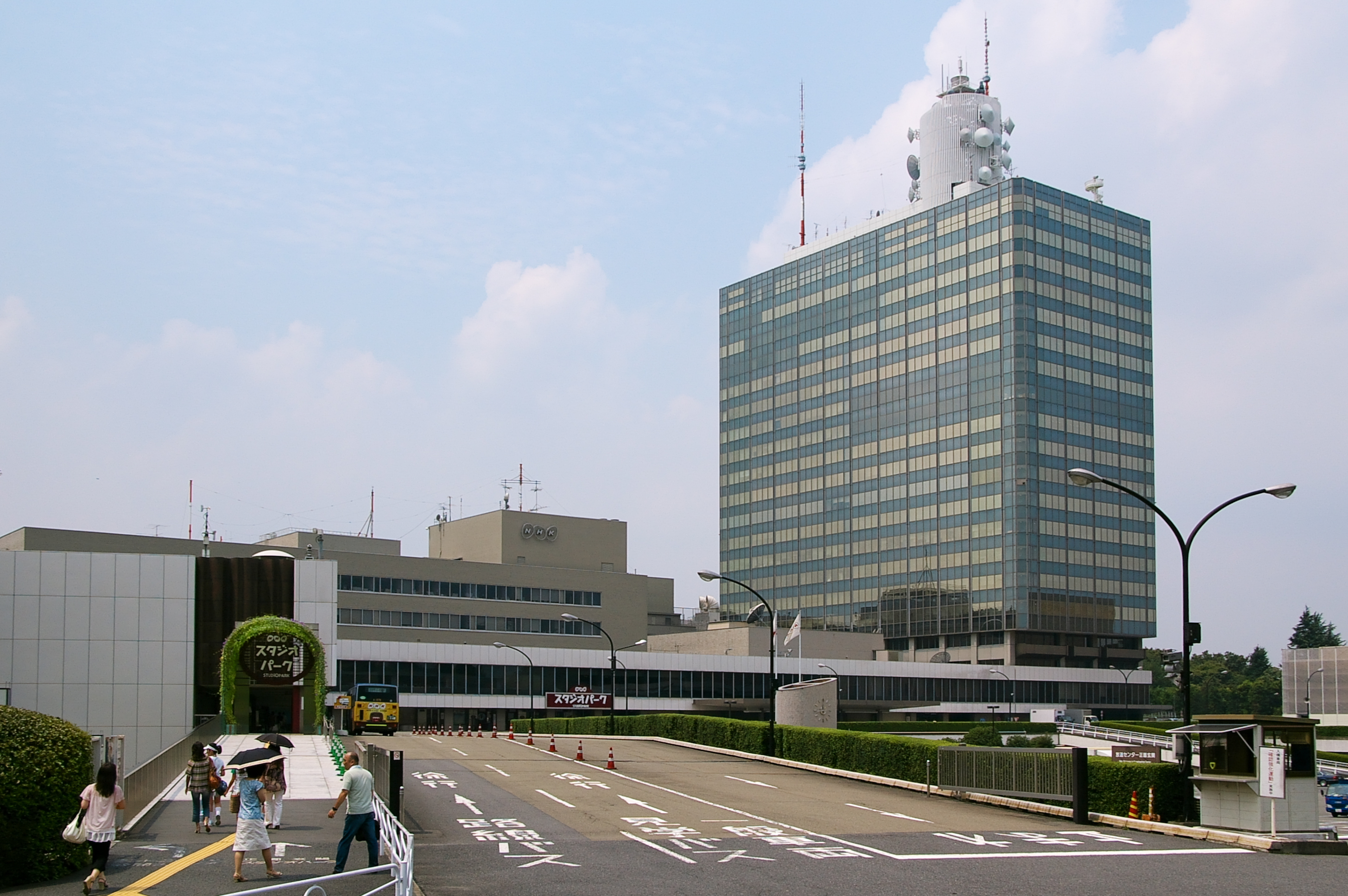
Штаб-квартира NHK
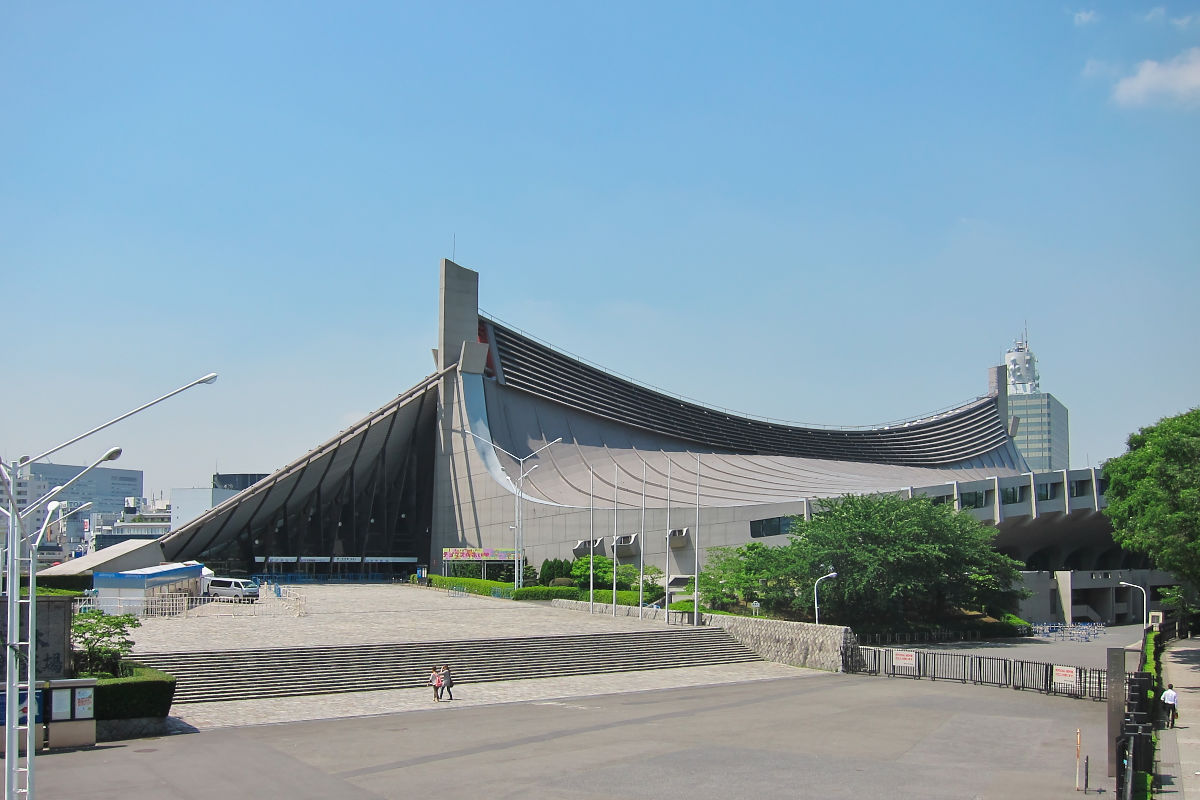
Спорткомплекс Ёёги
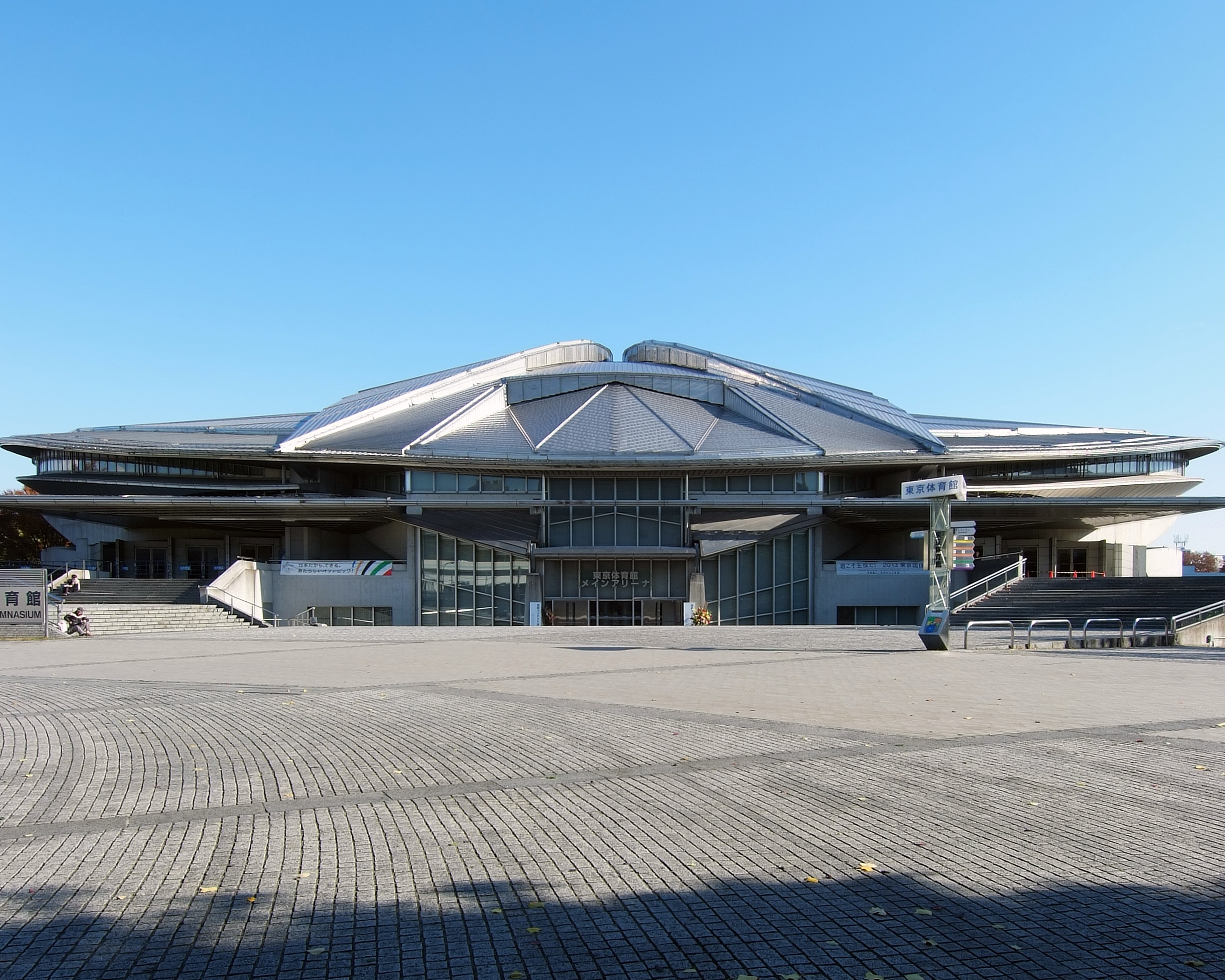
Муниципальный спорткомплекс Токио
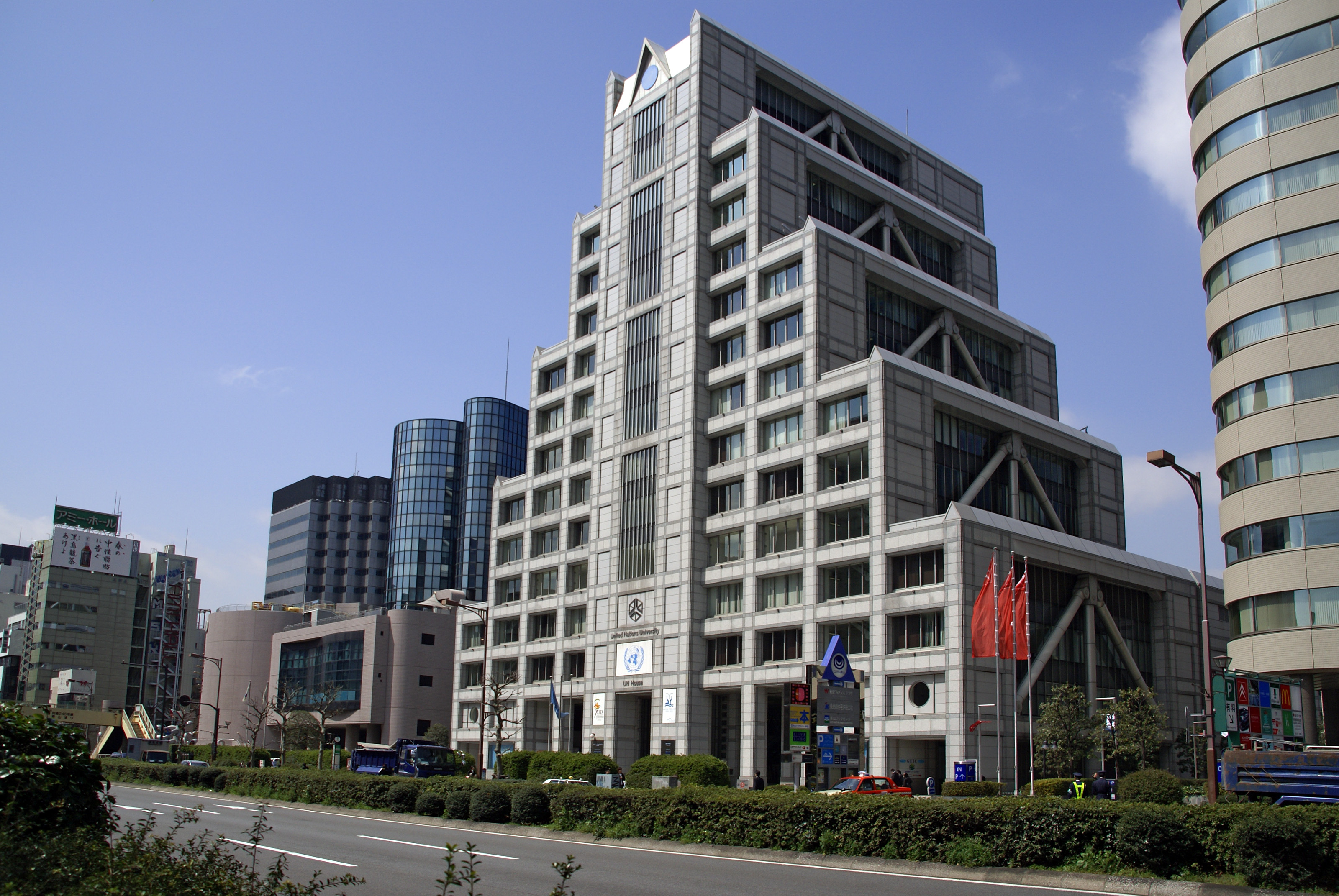
Университет Объединённых Наций
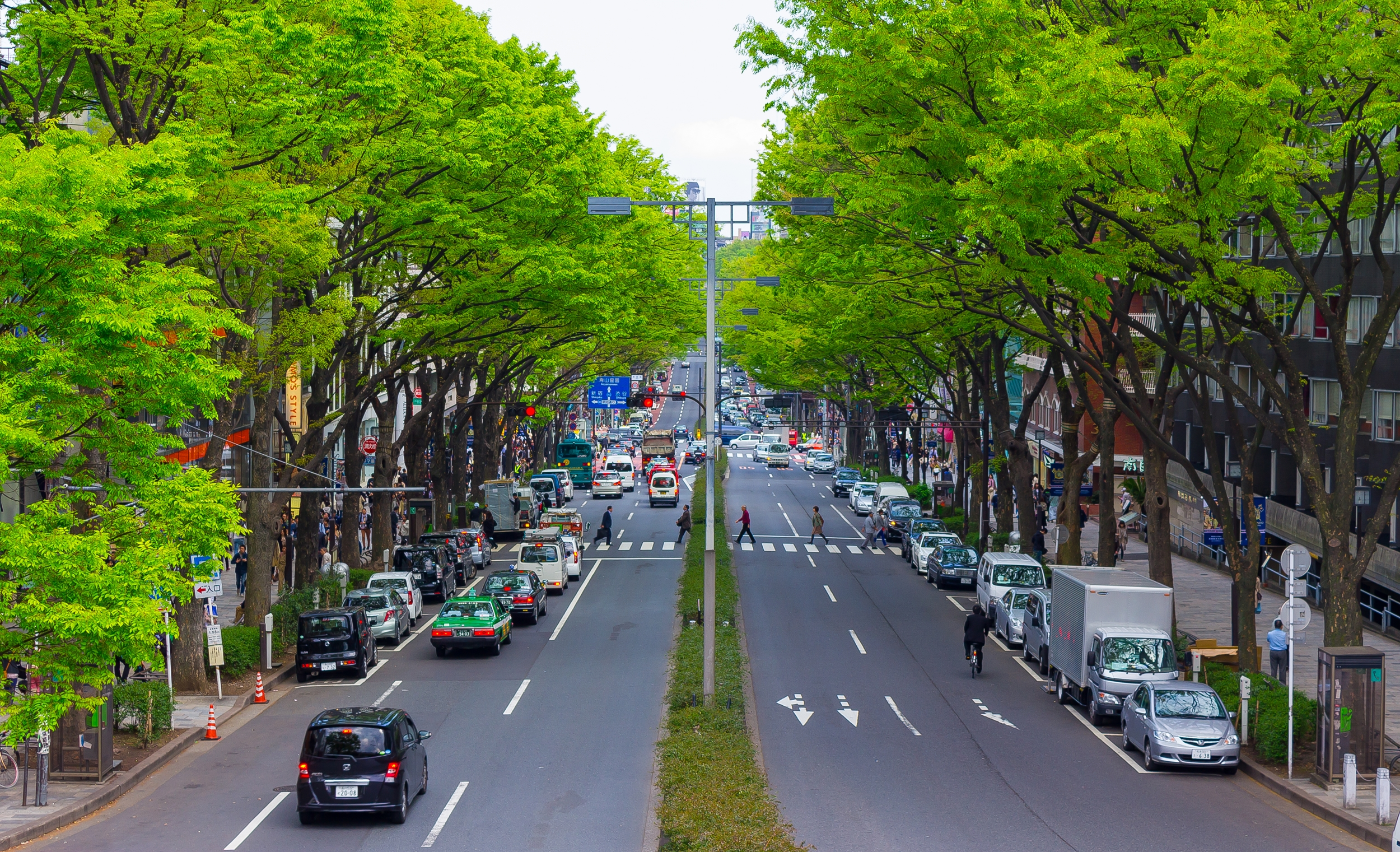
Проспект Омотэсандо
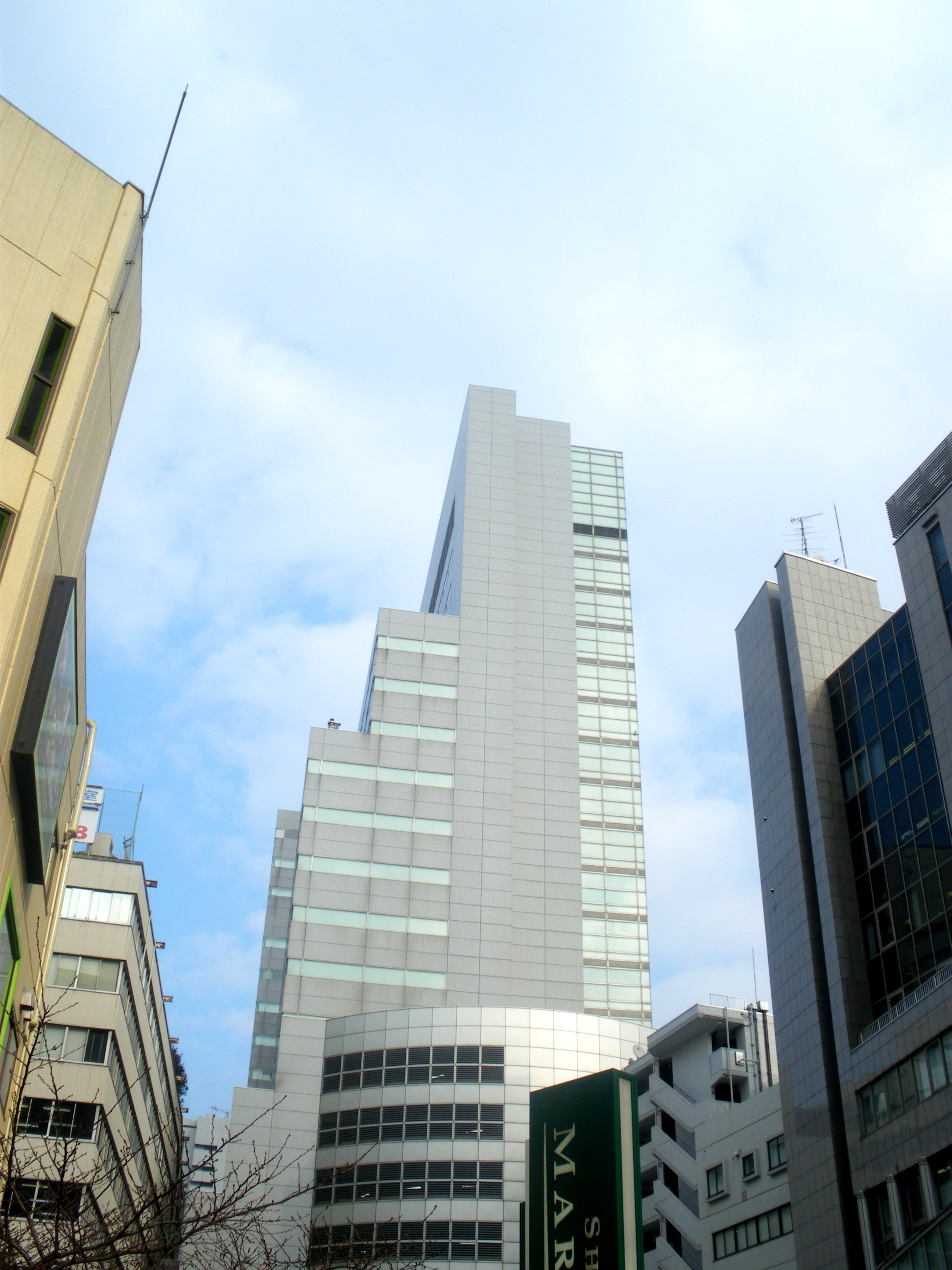
Сибуя Марк Сити
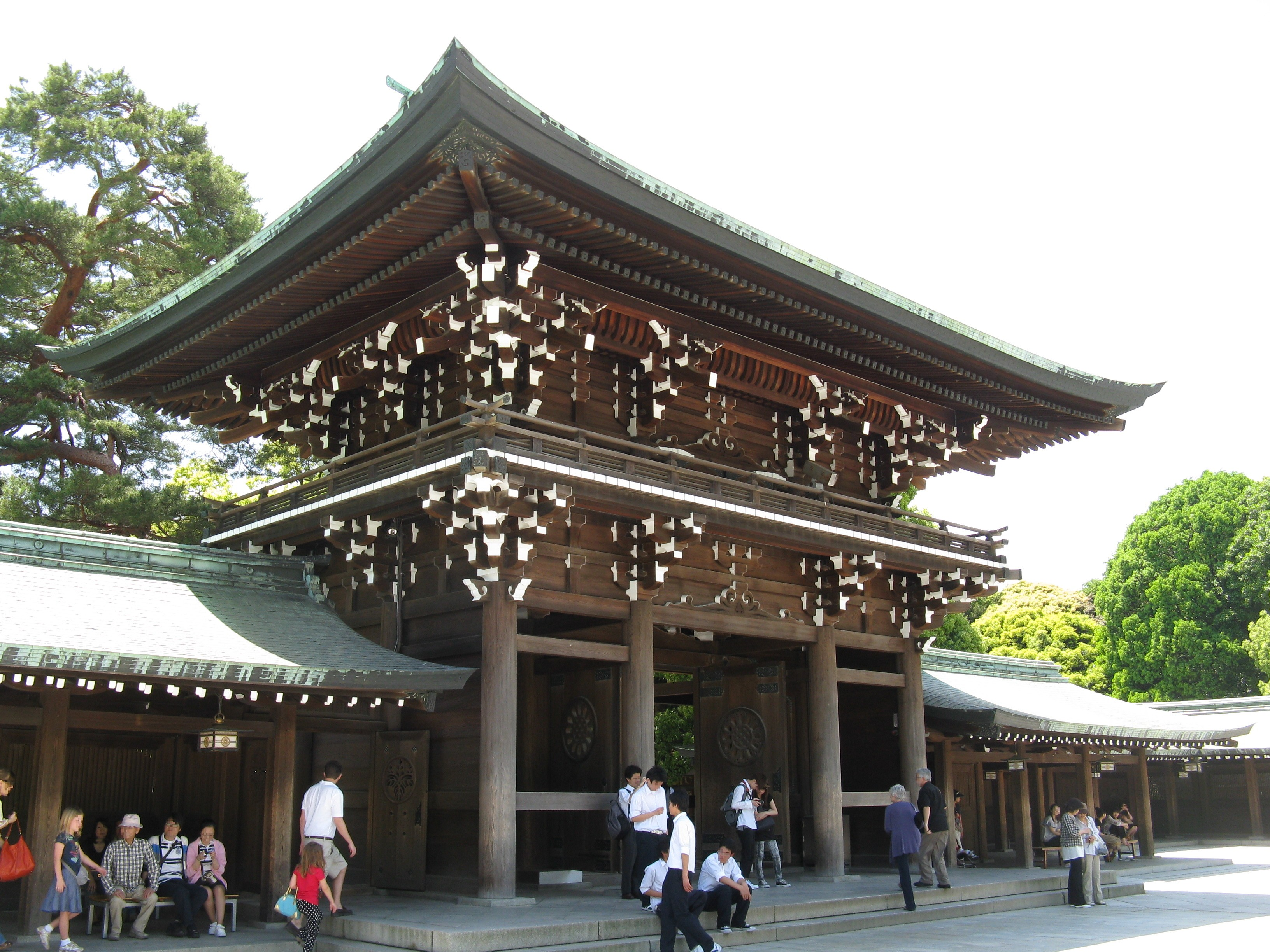
Храм Мэйдзи
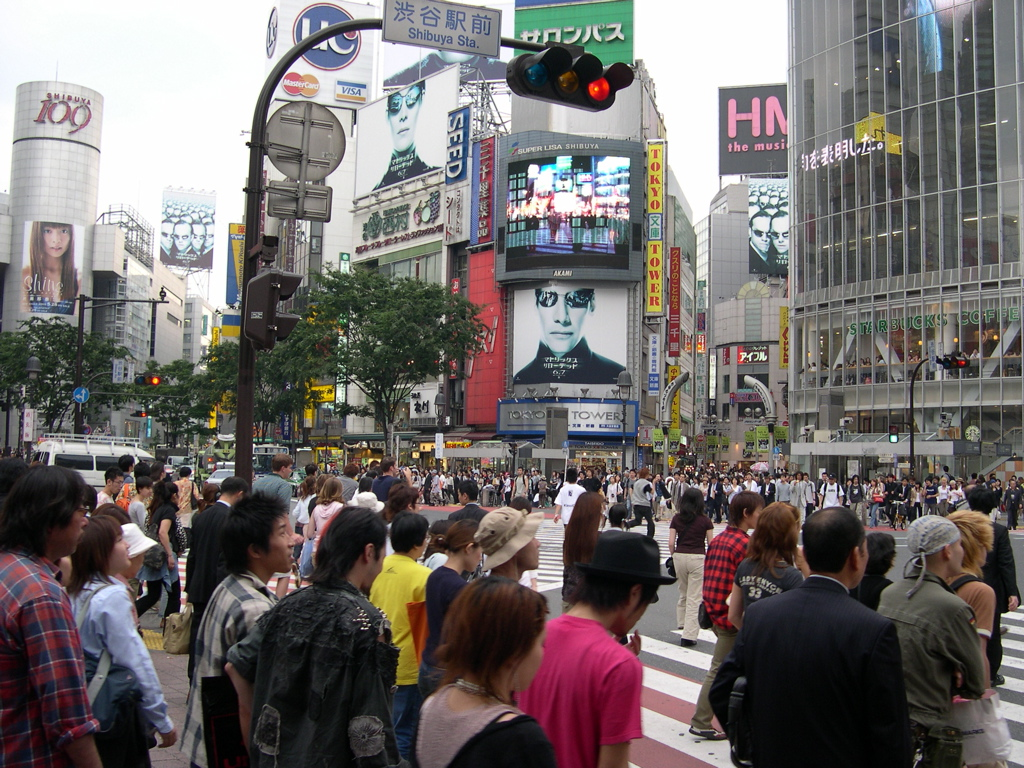
Сибуйский диагональный пешеходный переход
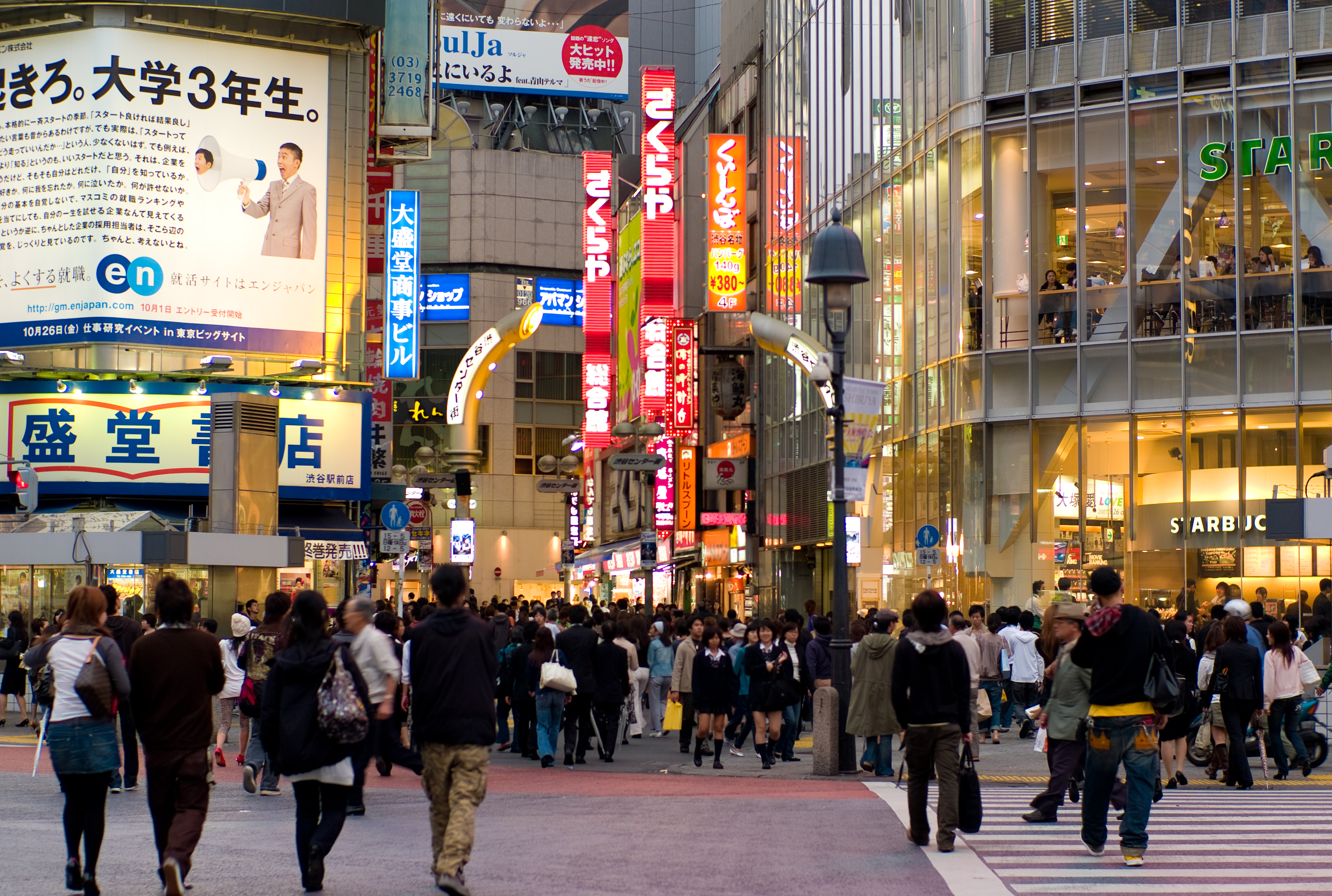
Сэнта-Гай вечером